# Мусин-Пушкин, Епафродит Степанович

Герб рода Мусиных-Пушкиных.

Епафродит Степанович Мусин-Пушкин (20 апреля [1 мая] 1791, Весьегонский уезд, Тверское наместничество — 14 [26] июля 1831, Гагра) — лейтенант, командир 2-й роты Гвардейского экипажа. Участник русско-шведской войны и событий 14 декабря 1825 года, разжалован в солдаты. Из рода Мусиных-Пушкиных.

## Биография
Епафродит Степанович Мусин-Пушкин родился 20 апреля (1 мая) 1791 года в дворянской семье отставного прапорщика лейб-гвардии Преображенского полка Степана Агеевича Мусина-Пушкина (1767—1815), имевшего 20 душ в Весьегонском уезде Тверской губернии.
Воспитывался в Морском кадетском корпусе, куда поступил 12 (24) мая 1804 года. С 3 (15) марта 1808 года — гардемарин.
21 июня (3 июля)  1808 года на корабле «Благодать» под командою капитан-командора Быченского участвовал в сражении со шведским флотом в ходе русско-шведской войны. Поздней осенью 1808 года он совершил плавание на том же корабле «Благодать» до Гангута. В 1809 году гардемарин Мусин-Пушкин совершил пеший поход вместе с российскими войсками в Або, а оттуда переправились на Аландские острова, занятые еще в марте корпусом под командованием П. И. Багратиона, потом — в Свеаборг и обратно в Санкт-Петербург на канонерских лодках под командованием капитан-лейтенанта Кононовича.
С 5 (17) декабря 1810 года — мичман. 27 июня (9 июля)  1813 года переведён в Гвардейский экипаж, с 21 января (2 февраля)  1816 года — лейтенант. В 1819 году на фрегате «Гектор» под командованием капитан-лейтенанта Титова Мусин-Пушкин плавал из Кронштадта через Копенгаген в Гавр и английские порты Гровзенд и Гримзбау, в 1820 году командовал галетом «Церера», в 1821, 1823 и 1825 — бригом «Пожарский», в 1824 на фрегате «Проворный» совершил плавание до Гибралтара.
Масон, член масонской ложи «Российский орел» в Санкт-Петербурге (1822).
Следствием установлено, что членом тайных обществ декабристов не был и об их существовании не знал, но принимал активное участие в восстании на Сенатской площади. Будучи командиром 2-й роты Гвардейского экипажа, привёл её на площадь. М. А. Бестужев вспоминал: «На площади экипаж выстроился направо от Московского полка и выслал своих стрелков под начальством лейтенанта Михаила Кюхельбекера. С Гвардейским экипажем кроме ротных командиров — Кюхельбекера, Арбузова, Пушкина — пришло: два брата Беляевы, Бодиско, Дивов и капитан-лейтенант Николай Бестужев…». Вместе с офицерами Арбузовым, Бодиско, Кюхельбекером и П. Г. Каховским не допустил к солдатам митрополита Новгородского Серафима, посланного Николаем с увещеванием к восставшим.
Арестован 15 (27) декабря 1825 года великим князем Михаилом Павловичем в казармах Гвардейского экипажа и 16 (28) декабря 1825 года помещён на главную гауптвахту, 3 (15) января 1826 года переведён в Петропавловскую крепость в один из казематов куртины между бастионами Екатерины I и Трубецкого. Секретарь Следственного комитета по делу декабристов А. Д. Боровков в своём Алфавите писал о Мусине-Пушкине:

13-го декабря по вечеру слышал, что гвардейские полки по неуверенности в отречении присягать не будут; на другой день поутру внушал роте своей соблюдать верность клятвы, данной цесаревичу; но сам ни командующему бригадою по сему предмету не возражал, ни возмутительных действий, как в казармах, так и на площади не оказывал, кроме того, что был в числе не допускавших митрополита к баталиону. По возвращении с площади, когда присягали нижние чины, то он, будучи в нетрезвом виде, говорил им, чтобы не становились на колени, если другие будут это делать.
Осуждён по XI разряду и по конфирмации 10 (22) июля 1826 года приговорён «к лишению чинов и написанию в рядовые до выслуги, с определением в дальние гарнизоны без лишения дворянства». 28 июля (9 августа)  1826 года отправлен в Звериноголовский гарнизонный полк. В середине августа 1826 года фельдъегерь Гредякин доставил разжалованного в солдаты Мусина-Пушкина в Звериноголовскую крепость.
По указу 22 августа (3 сентября)  1826 года «повелено перевесть [его] в полевые полки Кавказского корпуса, дабы мог заслужить вину свою». В декабре 1826 года Мусин-Пушкин был уже на Кавказе.
Епафродит Степанович Мусин-Пушкин умер 14 (26) июля 1831 года в укреплении Гагра Бзыбского округа Абхазского княжества (вассальное княжество Российской империи), ныне город — административный центр Гагрского района Республики Абхазия, но согласно административному делению Грузии — административный центр Гагрского муниципалитета Абхазской Автономной Республики Грузии.

## Семья
Род Мусиных-Пушкиных происходит, по родословным сказкам, от Радши, семиградского выходца знатного прусского рода в XII веке. Его потомки носили фамилии: Полуехтовы, Рожновы, Мусины (Мосины) и Мусины-Пушкины, графы Мусины-Пушкины, Кологривовы, Бобрищевы и Бобрищевы-Пушкины, Пушкины, Бутурлины, графы Бутурлины, Неклюдовы, Мятлевы, Замыцкие, Каменские и графы Каменские, Свибловы, Застолбские, Товарковы, Хромые, Остеевы, Слизневы, Хрулёвы, Жулебины, Чеботовы, Чулковы, Овцыны, Вятчинкины, Упины, Ташлыковы, Хлопищевы, Казариновы, Шаровитые, Курчевы, Шуровы, Фуниковы, Шафериковы, Шушлебины, Усовы, Булыгины, Пеленчеевы.
Государев родословец так пишет о его потомках: «Из немец пришел Ратша. У Ратши сын Якун. У Якуна сын Алекса. У Алексы сын Гаврила. У Гаврилы дети: Иван Морхиня да Акинф Великий. У Ивана Морхини дети: Александр и Андрей Иванович Кобыла. У Акинфа дети: Иван да бездетный Фёдор. У Александра Морхинина дети: Григорий Пушка, Владимир Холопище, Давид Казарин, Александр, Фёдор Неведомица. У Григория Пушки дети: Александр, Никита, Василий Улита, Фёдор Товарко, Константин, Андрей, Иван…».
У Василия «Улиты» Григорьевича внук Михаил Тимофеевич Пушкин, по прозванию Муса, был (в XV веке) родоначальником Мусиных и Мусиных-Пушкиных. У него внук Михаил Иванович, у него внук Максим Захарьевич, у него внук Наум Тимофеевич, у него внук Борис Иванович. Его сын Агей Борисович (1731—?), дед Епафродита Степановича.
Брат — Степан Степанович Мусин-Пушкин (ум. до 1826), отставной капитан-лейтенант, женат на дочери матроса Екатерине Тимофеевне Горюновой.
Сестра — Ольга Степановна, (ум. 6 (18) августа 1828 года) замужем за помещиком Весьегонского уезда штабс-капитаном Яковом Ивановичем Масловым.